# 丹巴赫 (莱茵兰-普法尔茨州)
丹巴赫（德語：Dambach，發音：[ˈdambax]）是德国莱茵兰-普法尔茨州的市镇，属于比肯费尔德县。该市镇总面积为2.98平方千米，截至2023年12月31日总人口为147人。